# ولاية سيواس
وِلَايَة سِيوَاسَ (بالتركية: سیواس ولایت/Sivas ili) من ولايات تركيا. عاصمتها مدينة سبسطية، وتبلغ مساحتها 28,129 كم2 ويبلغ عدد سكانها 755,091 نسمة كما يصل معدل الكثافة السكانية فيها إلى 26/كم2. تقع في وسط تركيا 55% من سكانها أكراد من الفرع الزازا، الذين يتكلمون لهجة زازا وهم باطنية على العقيدة البكتاشية. والبقية من سكانها أتراك سنة وأتراك بكتاشيون.